# Holbury
Holbury – wieś w Anglii, w hrabstwie Hampshire. Leży 26 km na południe od miasta Winchester i 116 km na południowy zachód od Londynu.